# Flirting with Disaster
Flirting with Disaster (Brasil: Procurando Encrenca ) é um filme de comédia de humor negro estadunidense de 1996 produzido por Harvey Weinstein e escrito e dirigido por David O. Russell sobre a busca de um jovem pai por seus pais biológicos. O filme é estrelado por Ben Stiller, Patricia Arquette, Téa Leoni, Mary Tyler Moore, George Segal, Richard Jenkins, Josh Brolin, Glenn Fitzgerald, Alan Alda e Lily Tomlin. Foi exibido fora da competição na seção de Exibições Especiais no Festival de Cannes de 1996.

## Enredo
Mel Coplin e sua esposa, Nancy, moram em Nova York, perto dos pais neuróticos, judeus e adotivos de Mel, Ed e Pearl Coplin. Mel e Nancy acabam de ter seu primeiro filho, e Mel não decide o nome do filho até que ele descubra a identidade de seus pais biológicos. Depois que um funcionário da agência de adoção localiza o nome de sua mãe biológica em um banco de dados, Mel decide encontrá-la pessoalmente.
Tina, a funcionária sexy, mas altamente incompetente da agência de adoção, decide acompanhar Mel, Nancy e o recém-nascido em uma viagem a San Diego para conhecer a mãe biológica de Mel. A viagem, é claro, não segue o planejado e acaba se tornando uma turnê pelos Estados Unidos.
Primeiro, Mel é apresentada a Valerie, uma mulher escandinava loira com raízes confederadas cujas filhas gêmeas são pelo menos quinze centímetros mais altas que Mel. Eles rapidamente percebem que Valerie não é a mãe biológica de Mel e Tina luta para obter as informações corretas no banco de dados da agência. Enquanto isso, Nancy fica com ciúmes quando Tina e Mel começam a flertar.
Em seguida, o grupo segue para Battle Creek, Michigan, com a esperança de encontrar o homem cujo nome aparece como a pessoa que entregou o bebê Mel à agência de adoção. O homem, Fritz Boudreau, acaba por ser um caminhoneiro com uma veia violenta. No entanto, quando descobre que Mel pode ser seu filho, ele se torna instantaneamente amigável e deixa Mel dirigir seu caminhão de semi-reboque, que Mel imediatamente colide com um prédio dos Correios.
Isso leva a um confronto com dois agentes da ATF, Tony e Paul, que são gays e têm um relacionamento um com o outro. É descoberto que Tony e Nancy estudaram juntos no ensino médio. As acusações são descartadas, e Fritz Boudreau diz a Mel que ele não é o pai de Mel, mas apenas lidou com a adoção de Mel porque os pais biológicos de Mel estavam indispostos. Tina localiza o endereço atual dos pais biológicos de Mel, que fica na zona rural do Novo México. Tony e Paul surpreendem a todos ao decidirem acompanhar a viagem.
Enquanto Mel e Tina se aproximam, Nancy se vê flertando com Tony, que retribui o elogio, causando atrito. A viagem pelo interior do Novo México está repleta de mais problemas. Por fim, toda a multidão desce na varanda da frente dos verdadeiros pais biológicos de Mel, Richard e Mary Schlichting. Eles são convidados a passar a noite. Enquanto Richard e Mary são mais do que acolhedores, o irmão biológico de Mel, Lonnie, é excessivamente rude e ciumento. É durante o jantar que Mel descobre que Richard e Mary tiveram que deixar Mel ser adotado porque estavam na prisão por produzir e distribuir LSD no final dos anos 1960. Não apenas isso, mas Richard e Mary continuam a fabricar LSD, como fica evidente quando Lonnie, em uma tentativa de fazer Mel tomar LSD no jantar, acidentalmente administra em Paul, o agente da ATF em uma codorna encharcada.
Em seu estado drogado, Paul tenta prender Richard e Mary, mas Lonnie o derruba com uma frigideira. Eles tentam escapar e decidem pegar o carro de Mel, escondendo o suprimento de ácido no porta-malas. Os pais adotivos de Mel chegam, mas depois mudam de ideia e decidem sair, pegando o carro errado. Quando eles mudam de ideia novamente e fazem uma inversão de marcha às cegas, as duas famílias colidem. Os pais adotivos de Mel são presos enquanto seus pais biológicos fogem para o México.
Sem perceber o que aconteceu, Mel conta as histórias do jantar para Nancy e eles concordam em nomear o bebê Garcia. No dia seguinte, Paul explica a situação e consegue libertar os pais de Mel, e eles ficam felizes e tranquilizados ao ouvir Mel chamá-los de pais. Uma montagem de seus relacionamentos continua sobre os créditos. Todos eles ainda têm seus problemas, mas Mel e Nancy são felizes juntos.

## Elenco
- Ben Stiller como Mel Coplin
- Patricia Arquette como Nancy Coplin
- Téa Leoni como Tina Kalb
- Mary Tyler Moore como Pearl Coplin
- George Segal como Ed Coplin
- Alan Alda como Richard Schlichting
- Lily Tomlin como Mary Schlichting
- Richard Jenkins como Paul Harmon
- Josh Brolin como Tony Kent
- Celia Weston como Valerie Swaney
- Glenn Fitzgerald como Lonnie Schlichting
- Beth Ostrosky como Jane
- David Patrick Kelly como Fritz Boudreau
- Nadia Dajani como Jill

## Trilha sonora
Um álbum da trilha sonora foi lançado pela Geffen Records, que inclui as seguintes faixas
1. "Anything But Love" (Dr. John and Angela McCluskey)
2. "Somebody Else's Body" (Urge Overkill)
3. "Outasight" (G. Love and The Philly Cartel)
4. "You're Not a Slut" (Ben Stiller And Celia Weston)
5. "Camel Walk" (Southern Culture on the Skids)
6. Lend Me Your Comb" (Carl Perkins)
7. "Acid Propaganda" (Lily Tomlin / Alan Alda / Ben Stiller)
8. "You Part the Waters" (Cake)
9. "Lonnie Cooks Quail" (Glen Fitzgerald)
10. "Red Beans N' Reverb" (Southern Culture on the Skids)
11. "Flirting with Disaster" (Dr. John and Angela McCluskey)
12. "Hypospadia" (Patricia Arquette / Josh Boslin / Tea Leoni / Ben Stiller)
13. "Melodie D'Amour (Cha, Cha, Cha D'Amour)" (Dean Martin)
14. "For Duty and Humanity" (Inch)
15. "The Flirting Suit" (Stephen Endelman)